# 陆博飞
陆博飞（1979年8月2日—），是一名以退役中国足球运动员，司职中场，曾经入选过国家集训队。
1997年，他进入到八一青年队二队，1998年，陆博飞曾入选国青队。
2003年八一队解散后加盟深圳，在朱广沪麾下陆博飞一直担当主力中场，2004年深圳夺冠，陆博飞做出了不小的贡献。2006年，陆博飞在深圳过得并不顺利，除了球队内部的重重矛盾、种种问题令他无法安心踢球之外，自己也在9月的时候遭遇意外被砍伤，并直接导致了主教练王宝山的下课和俱乐部的整风。
2007年加盟武汉光谷并在2008年再度與朱廣滬聚首，但是遭遇武漢隊退出變故。
2009年赛季开始前他本来准备从已经被取消注册资格的武汉光谷转投江苏舜天，但江苏之后一度宣布由于转会费问题放弃引进，在最后时刻才达成协议使得陆博飞顺利永久转会江苏舜天。自此為江蘇國信舜天隊隊長，身披9號戰袍。